# Pilea wilsonii
Pilea wilsonii es una especie de planta del género Pilea, perteneciente a la familia Urticaceae.

## Taxonomía
Pilea wilsonii fue descrita por Ignatz Urban en 1907.

## Distribución
Se encuentra en el territorio de Jamaica.